# 1730
| [ Edytuj tabelę ]              | |
| Król Polski                    | - 1709 August II Mocny 1733 |
| Współksiążęta Andory           | - 1714 Simeó de Guinda y Apéztegui 1737 - 1715 Ludwik XV 1774 |
| Elektor Bawarii                | - 1726 Karol Albert 1745 |
| Sułtan Brunei                  | - 1705 Hussin Kamaluddin 1730 - 1730 Muhammad Alauddin 1745 |
| Cesarz Chin                    | - 1722 Yongzheng 1735 |
| Król Czech                     | - 1711 Karol VI Habsburg 1740 |
| Król Danii                     | - 1699 Fryderyk IV 1730 - 1730 Chrystian VI 1746 |
| Dalajlama                      | - 1708 Kelzang Gjaco 1757 |
| Cesarz Etiopii                 | - 1721 Bekaffa 1730 - 1730 Ijasu II 1755 |
| Król Francji                   | - 1715 Ludwik XV 1774 |
| Król Hiszpanii                 | - 1724 Filip V 1746 |
| Landgraf Hesji-Kassel          | - 1670 Karol I Heski 1730 - 1730 Fryderyk I Heski 1751 |
| Stadhouder Holandii            | - 1702 drugi okres bez stadhoudera 1747 |
| Szach Iranu                    | - 1729 Tahmasp II 1732 |
| Państwo Wielkich Mogołów       | - 1720 Mohammed Szah 1748 |
| Król Irlandii                  | - 1727 Jerzy II Hanowerski 1760 |
| Cesarz Japonii                 | - 1709 Nakamikado 1735 |
| Kalif                          | - 1703 Ahmed III 1736 |
| Patriarcha Konstantynopola     | - 1726 Paisjusz II 1732 |
| Władca Korei                   | - 1724 Yŏngjo 1776 |
| Książę Liechtensteinu          | - 1721 Józef Jan 1732 |
| Sułtan Maroka                  | - 1729 Abdullah ibn Ismail 1734 |
| Książę Monako                  | - 1701 Antoni I 1731 |
| Król Nawarry                   | - 1710 Ludwik XV 1774 |
| Król Norwegii                  | - 1699 Fryderyk IV 1730 - 1730 Chrystian VI 1746 |
| Sułtan Omanu                   | - 1728 Sajf II ibn Sultan 1743 |
| Elektor Palatynatu             | - 1716 Karol III Filip 1742 |
| Papież                         | - 1724 Benedykt XIII 1730 - 1730 Klemens XII 1740 |
| Książę Parmy i Piacenzy        | - 1727 Antoni 1731 |
| Król Portugalii                | - 1706 Jan V 1750 |
| Król w Prusach                 | - 1713 Fryderyk Wilhelm I 1740 |
| Car Rosji                      | - 1727 Piotr II 1730 - 1730 Anna 1740 |
| Cesarz Rzymski (niemiecki)     | - 1711 Karol VI Habsburg 1740 |
| Kapitanowie Regenci San Marino | - 1729 Gian Giacomo Angeli Giovanni Andrea Beni 1730 - 1730 Valerio Maccioni Pier Antonio Ugolini 1730 - 1730 Tranquillo Manenti Belluzzi Girolamo Martelli 1731 |
| Elektor Saksonii               | - 1694 Fryderyk August I (król Polski) 1733 |
| Król Sardynii                  | - 1720 Wiktor Amadeusz II 1730 - 1730 Karol Emanuel III 1773 |
| Król Szwecji                   | - 1720 Fryderyk I Heski 1751 |
| Król Tajlandii                 | - 1709 Tai Sa 1733 |
| Sułtan Turków                  | - 1703 Ahmed III 1730 - 1730 Mahmud I 1754 |
| Doża Wenecji                   | - 1722 Sebastiano Mocenigo 1732 |
| Król Węgier                    | - 1711 Karol III 1740 |
| Monarcha Wielkiej Brytanii     | - 1727 Jerzy II 1760 |
| Premier Wielkiej Brytanii      | - 1721 Robert Walpole 1742 |

Rok 1730 / MDCCXXX
stulecia: XVII wiek ~
XVIII wiek ~
XIX wiek

lata: 1720 «
1725 «
1726 «
1727 «
1728 «
1729 «
1730
» 1731
» 1732
» 1733
» 1734
» 1735
» 1740

## Wydarzenia w Polsce
- 15 grudnia – w Bydgoszczy doszło do sporu połączonego z bijatyką pomiędzy miejscowymi bernardynami a duchowieństwem kościoła farnego i rodziną zmarłego o prawo zorganizowania uroczystego pogrzebu burmistrza Adama Froszka.
- Drukarnia pijarska w Warszawie rozpoczęła druk czasopisma Gazety z Cudzych Krajów, redagowanego przez J. Naumańskiego

## Wydarzenia na świecie
- 29 stycznia – Anna Iwanowna Romanow zostaje cesarzową Rosji.
- 12 lipca – Lorenzo Corsini, włoski duchowny katolicki, kardynał, został 226. papieżem, jako Klemens XII.
- 5 sierpnia – skonfliktowany z ojcem Fryderykiem Wilhelmem I późniejszy król Prus Fryderyk II, został schwytany podczas próby ucieczki z kraju i jako uznany za dezertera osadzony w twierdzy w Kostrzynie nad Odrą.
- 20 września – został obalony sułtan turecki Ahmed III; zastąpił go Mahmud I.

## Urodzili się
- 22 lutego – Dominik Merlini, włoski architekt działający w Polsce (zm. 1797)
- 11 marca – Konstanty Bniński, konsyliarz konfederacji targowickiej (zm. 1810)
- 19 marca - Aleksandra Ogińska, polska księżna (zm. 1798)
- 26 czerwca – Charles Messier, francuski astronom (zm. 1817)
- 8 sierpnia – Teodor Potocki, poseł, konfederat barski, generał-major wojsk koronnych, wojewoda bełski (zm. 1812)
- 11 sierpnia – Charles Bossut, francuski matematyk (zm. 1814)
- 12 września – Aleksander Michał Sapieha, wojewoda połocki, hetman polny i kanclerz wielki litewski, marszałek konfederacji targowickiej na Litwie, podskarbi nadworny litewski (zm. 1793)
- 18 października - Kazimierz Adam Naruszewicz, polski jezuita, wykładowca (zm. 1803)
- 12 grudnia – Mikołaj Colin, francuski lazarysta, męczennik, błogosławiony katolicki (zm. 1792)

Data dzienna nieznana: 
- Pieter Boddaert, holenderski lekarz i przyrodnik (zm. 1795)
- Franciszek Ksawery Branicki, hetman wielki koronny, jeden z przywódców konfederacji targowickiej (ur. ok. 1730) (zm. 1819)
- Maria Antonia de Paz Figueroa, argentyńska błogosławiona katolicka (zm. 1799)
- Jakub Won Si-bo, koreański męczennik, błogosławiony katolicki (zm. 1799)

## Zmarli
- 30 stycznia – Piotr II Romanow, cesarz Rosji (ur. 1715)
- 21 lutego – Benedykt XIII papież (ur. 1650)
- 17 marca – Antonín Reichenauer, czeski kompozytor baroku, (ur. ok. 1694)
- 12 października – Fryderyk IV Oldenburg, król Danii i Norwegii (ur. 1671)

## Święta ruchome
- Tłusty czwartek: 16 lutego
- Ostatki: 21 lutego
- Popielec: 22 lutego
- Niedziela Palmowa: 2 kwietnia
- Wielki Czwartek: 6 kwietnia
- Wielki Piątek: 7 kwietnia
- Wielka Sobota: 8 kwietnia
- Wielkanoc: 9 kwietnia
- Poniedziałek Wielkanocny: 10 kwietnia
- Wniebowstąpienie Pańskie: 18 maja
- Zesłanie Ducha Świętego: 28 maja
- Boże Ciało: 8 czerwca